# یو اینگه برگرت
یو اینگه برگرت (نروژی: Jo Inge Berget؛ زادهٔ ۱۱ سپتامبر ۱۹۹۰) بازیکن فوتبال اهل نروژ است.
از باشگاه‌هایی که در آن بازی کرده‌است می‌توان به باشگاه فوتبال نیویورک سیتی، باشگاه فوتبال لین، باشگاه فوتبال مولده، باشگاه فوتبال اودینزه، باشگاه فوتبال کاردیف سیتی، باشگاه فوتبال مالمو، و باشگاه فوتبال سلتیک اشاره کرد.
وی همچنین در تیم‌های ملی فوتبال زیر ۲۱ سال نروژ و نروژ بازی کرده‌است.